# Volksveto
Das Volksveto war in der Schweiz ein politisches Recht zum Einspruch gegen Gesetze und gilt als Vorläufer des modernen Referendums. Bei Erreichen einer hinreichenden Mehrheit unter den stimmberechtigten Bürgern konnten damit Gesetze zu Fall gebracht werden. Ein vergleichbares Recht war schon in der (nie in Kraft getretenen) Verfassung der Französischen Republik von 1793 enthalten gewesen. In der Schweiz wurde ein Volksveto erstmals 1831 im Kanton St. Gallen eingeführt, wo es insbesondere von Franz Anton Good verfochten wurde, und in den Jahren danach auch in Basel-Landschaft (1835), im Wallis (1839), in Luzern (1841), Thurgau (1849) und Schaffhausen (1852), während die Einführung in anderen Kantonen (Solothurn, Zürich) scheiterte.
Das St. Galler Volksveto sah vor, dass innerhalb von 45 Tagen nach Verabschiedung eines Gesetzes in den Gemeinden des Kantons dagegen Einspruch erhoben werden konnte. In jeder Gemeinde waren 50 Unterstützer nötig, um eine Abstimmung in die Wege zu leiten. Damit die Abstimmung in einer Gemeinde Erfolg hatte, musste dort die Mehrheit der stimmberechtigten Bürger zustimmen (nicht Abstimmende zählten als Gegenstimmen). Damit das Volksveto gesamtkantonal Erfolg hatte, war die Mehrheit der Stimmen im Kanton nötig (Gemeinden, in denen keine Abstimmung zustande kam oder in denen sie nicht zum Erfolg führte, wurden kantonal als Gegenstimmen gegen das Veto gezählt). Trotz dieser hohen Hürde kam das Volksveto in St. Gallen bei 40 Versuchen viermal zustande (zwischen 1831 und 1835). Das St. Galler Volksveto hatte Vorbildcharakter für die entsprechenden Regelungen anderer Kantone, allerdings war die konkrete Ausgestaltung des Volksvetos in den verschiedenen Kantonen nicht einheitlich.
Ab den 1840er Jahren begannen die Kantone mit der Einführung von Referenden, in denen nur die tatsächlich abgegebenen Stimmen zählten. Mit der Schweizer Bundesverfassung von 1874 wurden landesweit fakultative Referenden und 1891 auch Volksinitiativen eingeführt, mit denen nun sowohl gegen Gesetze ein Veto eingelegt («Volksgesetztilgung») als auch Gesetze oder Verfassungsrevisionen auf den Weg gebracht werden konnten.